# Ditassa weberbaueri
Ditassa weberbaueri là một loài thực vật có hoa trong họ La bố ma. Loài này được Schltr. mô tả khoa học lần đầu tiên vào năm 1906.